# Anaïs Eudes
Pour les articles homonymes, voir Eudes.
Anaïs Eudes, née le 28 septembre 1989 à Paris, est une pentathlonienne française, naturalisée belge en 2023.

## Carrière
Elle est sacrée championne du monde par équipes en 2010 à Chengdu avec Amélie Cazé et Elfie Arnaud. Aux Championnats d'Europe de pentathlon moderne 2011 à Medway, elle est médaillée de bronze par équipes et en relais féminin. Après 2016, elle arrête la compétition quelques années.
En 2023 elle est naturalisée belge. Les Jeux européens en juin 2023 à Cracovie sont la première compétition pour laquelle elle représente son nouveau pays comme pentathlonienne.